# Al di là delle nuvole
Al di là delle nuvole és una pel·lícula de Michelangelo Antonioni i Wim Wenders, coproduïda entre Itàlia, França i Alemanya, i estrenada el 1995.

## Argument
Quatre històries d'amor, rodada cadascuna en una ciutat diferent, la mirada d'un cineasta que es passeja per ciutats de França i d'Itàlia proveït d'una màquina de fotografiar.
A la nit de Ferrara (ciutat natal d'Antonioni), un noi i una noia es troben, gaudeixen, van al llit però no fan l'amor ni el faran, per a ell la renúncia a viure la passió és un plaer que allarga el desig. 
Sota la pluja a Portofino, Sophie Marceau li diu al director John Malkovich que ha matat el pare amb molts ganivets, el fantasma del crim gairebé multiplica el cop de la breu trobada. 
En un París ennuvolat, els jocs amorosos de Fanny Ardant, Peter Weller, Chiara Caselli, Jean Reno es fan cansins i permet fascinar-nos de cop amb una noia que parla de l'ànima.
 A la foscor plujosa d'Ais de Provença, Vincent Pérez s'enamora de cop d'Irène Jacob que ja està enamorada de Déu, ja que entrarà en un convent l'endemà.

## Repartiment
- John Malkovich: El director
- Sophie Marceau: La filla
- Fanny Ardant: Patricia
- Irène Jacob: La filla
- Vincent Perez: Niccolo
- Jean Reno: Carlo
- Chiara Caselli: L'amant
- Kim Rossi Stuart: Silvano
- Inés Sastre: Carmen
- Peter Weller: El marit
- Marcello Mastroianni: L'home que té tots els vicis
- Jeanne Moreau: Una amiga
- Enrica Antonioni: La gerenta de la botiga
- Veronica Lazar

## Al voltant de la pel·lícula
- Els fragments Your Blue Room i Beach Sequence han estat compostos per U2 (projecte "Original Soundtracks 1" per The Passengers).[3]

## Premis
- Premi FIPRESCI, al Festival Internacional de Cinema de Venècia, 1995.
- Premi David di Donatello a la millor fotografia el 1996.